# Толстоголовка восточная
Толстоголовка восточная (лат. Carcharodus orientalis) — бабочка из семейства толстоголовок.
Ранее таксон часто рассматривался как подвид толстоголовки кистеносной Carcharodus flocciferus (Zeller, 1847). Видовая самостоятельность долгое время подвергалась сомнению, но, в результате применения кариологических методов, была подтверждена. Также довольно чётко прослеживаются и отличия во внешних признаках и деталях строения гениталий.

## Этимология названия
Orientalis (с латинского) — восточная.

## Ареал
Юго-восточная Европа, Турция, Северный Иран, Кавказ, Закавказье, юг европейской части России, юг Украины, Крымский полуостров.
На Украине ареал охватывает южные области степной части страны (Одесская и Николаевская, Луганская области), спорадически может встречаться и севернее, включая лесостепную зону страны. В 2008, 2013 годах вид первые отмечен на территории Киевской (с. Заворичи, с. Подгорцы) и Черновицкой (с. Чорнивка) областей и в Западной Украине в целом.
Бабочки населяют разнотравные участки долинных степей, меловые степи, каменистые участки склонов остепненных холмов, пойменные луга, опушки лесов и редколесья, горные луга на высотах до 2400 м над ур. м.

## Биология
Развивается в двух поколениях за год. Время лёта бабочек первого поколения — в мае-июне; второго поколения — июле-августе. Для высокогорных популяций наблюдается только одно поколение в июле — августе. Бабочки летают часто присаживаются на крупные цветущие растения, на которых они питаются. У самцов имеет место ярко выраженное территориальное поведение с охраной индивидуальных участков.
Самки откладывают яйца поштучно на верхнюю сторону листьев кормовых растений. Гусеницы питаются различными губоцветными: Ballota spp., Marrubium spp., Stachys spp. Окукливаются в коконе из сплетенных листьев. Бабочки появляются через 5-10 дней. Зимуют, по-видимому, гусеницы.